# Militaire materieelloods van het Ests Oorlogsmuseum
De Militaire materieelloods (Estisch: Eesti sõjamuuseumi sõjatehnika angaar) is een dependance van het Ests oorlogsmuseum in de Estse plaats Viimsi. Het museum ligt 300 meter van de hoofdlocatie, die gevestigd is in Johan Laidoner's voormalige zomerhuis. Het museum huisvest een collectie militaire voertuigen, waarvan het grootste deel werd gebruikt tijdens de Tweede Wereldoorlog en Koude Oorlog.
Het bekendste voertuig in de collectie is waarschijnlijk de Narva-tank: een T-34-tank die sinds 1970 als oorlogsmonument stond in de Estse grensplaats Narva, maar in 2022 werd verwijderd na de Russische inval van Oekraïne, wat internationaal het nieuws haalde.
Een ander topstuk uit de collectie is een zelfgebouwde sauna die door de Estse strijdkrachten werd gebruikt tijdens de Oorlog in Afghanistan. Het museum bezit ook een THeMIS-robottank, ontworpen door het Estse bedrijf Milrem Robotics, en een Russische T-72 tank, die door het Oekraïnse leger werd vernietigd tijdens de Russisch-Oekraïense oorlog.
Vanwege ruimtegebrek zijn er plannen om de collectie in de toekomst te verhuizen naar een nieuwe locatie, mogelijk de voormalige Patarei-gevangenis in Tallinn.